# Amisi Makutano
Adolphe Amisi Makutano, né le 4 janvier 1980 à Kindu (province du Maniema), est un homme politique de la République démocratique du Congo (RDC). Il est député national pour le compte de Union pour la démocratie et le progrès social (UDPS).

## Biographie
Adolphe Amisi Makutano nait le 4 janvier 1980 à Kindu dans l'actuelle province du Maniema.

### Formation
Adolphe Amisi Makutano est licencié en informatique de gestion de l'Institut supérieur de commerce de Kinshasa. Il est également détenteur d’un diplôme en gestion des entreprises et intelligence économique et émotionnelle de l'université Huwan[Quoi ?], en Chine. Il est aussi diplômé du Collège des Hautes Études de Stratégie et Défense (CHESD).

## Carrière professionnelle
En juin 2020, Amisi Makutano est nommé administrateur à la Caisse générale d'épargne du Congo.
Le 3 septembre 2022, le président Félix Tshisekedi nomme Amisi Makutano président du conseil d'administration de l'Office de gestion du fret multimodal (OGEFREM),.

## Parcours politique
Il est le président de la ligue des jeunes de l'Union pour la démocratie et le progrès social  (UDPS).
Makutano est élu député de la circonscription de Funa, à Kinshasa, lors des élections législatives de 2023.